# Peace Will Come (sång)
Peace Will Come är en låt framförd av den georgiska sångerskan Diana Ghurtskaia och med låten tävlade hon i Eurovision Song Contest 2008. 
Låten är skriven av Karen Kavalerjan och komponerad av Kim Breitburg. I semifinalen slutade Ghurtskaia sjua och tog sig vidare till finalen där hon slutade på 11:e plats, Georgiens då bästa resultat i tävlingen.
När låten framfördes i Belgrad var Anri Dzjochadze en av bakgrundssångarna. Han deltog själv som soloartist i tävlingen år 2012.